# Club Juventud Barranco
Juventud Barranco es un club de fútbol peruano de la ciudad de Huacho, Lima, Perú. Fue fundado el 26 de enero de 1963 y participa en la Copa Perú.

## Historia
El club fue fundado el 26 de enero de 1963 por un grupo de amigos encabezado por el Sr. Francisco Ortiz Pacora, reunidos en su domicilio de la calle Torres Paz en la ciudad de Huacho. Fue el propio Francisco Ortiz Pacora quien sería elegido como primer presidente. 
En la temporada 2002 fue campeón de Segunda División distrital y obtuvo el ascenso a Primera División de Huacho. En el año 2003 se obtuvo un cuarto lugar. En el año 2006 logró ser Campeón Distrital y en el año 2008 logró el título Provincial. 
En la Copa Perú 2010 clasificó por primera vez a la Etapa Nacional luego de empatar 1-1 en Huacho con Nuevo Callao y terminar en segundo lugar de Región IV detrás de Cultural Géminis. Fue eliminado en octavos de final por Atlético Pucallpa de Manantay.
Al año siguiente Juventud Barranco jugó directamente la Etapa Regional de la Copa Perú 2011 y quedó a puertas de volver a la Etapa Nacional cayendo en tanda de penales ante Cultural Géminis en Comas.  En 2012 jugó la Etapa Departamental siendo eliminado en la segunda fase.
En 2022 no participó de la Primera División de Huacho por lo que descendió a la Segunda distrital.

## Autoridades

### Junta Directiva 2019-2020
- Presidente: Luis Castro Castañeda
- Vicepresidente: Gustavo Quispe Sánchez
- Secretario General: Eduardo Ñato Quispe
- Tesorero: Zugely Ramírez Farro
- Pro-Tesorero: José Plaza Bisso
- Fiscal:
- Vocal 1:
- Vocal 2:
- Delegado: Rosa Arévalo
- Delegado: Luis Castro Castañeda
- Imagen Institucional: Eduardo Ñato Quispe

### Comando Técnico 2019
- Director Técnico: Frank Gonzáles Rubio
- Asistente Técnico: José Plaza Bisso
- Preparador Físico: Antonio Alarcón
- Preparador de Arqueros: Por Definir
- Jefe de Equipo: Luis Castro Castañeda
- Utilero: Luis Cotos Sarmiento

## Sede
El club cuenta con su local propio ubicado en la Avenida Dos de Mayo N.º 661 en la ciudad de Huacho.

## Uniforme
- Uniforme titular: camiseta a bastones azulgrana, pantalón azul con ribetes granas, medias azulgranas.
- Uniforme alternativo: camiseta roja, pantalón azul, medias azules.

### Indumentaria y patrocinador
| Periodo       | Patrocinador |
| ------------- | ------------ |
| 2010-2011     | Walon        |
| 2012          | Loma's       |
| 2016-presente | New Life     |

| Periodo       | Patrocinador            |
| ------------- | ----------------------- |
| 2010-presente | Municipalidad de Huacho |

## Datos del club
- Mayor goleada conseguida:
  - Goleada de local: Juventud Barranco 17:0 Deportivo Yauyos (2008).
  - Goleada de visita: Deportivo Yauyos 0:6 Juventud Barranco (2008).
- Mayor goleada recibida:
  - Goleada recibida de local: Juventud Barranco 0:4 Walter Ormeño (26 de agosto del 2012).
  - Goleada recibida de visita: Atlético Pucallpa 3:1 Juventud Barranco (14 de noviembre del 2010)

## Palmarés

### Torneos regionales
- Liga Departamental de Lima (1): 2010.
- Liga Provincial de Huaura (3): 2008, 2010, 2017.
- Liga Distrital de Huacho (4): 2006, 2009, 2010, 2017.
- Subcampeón de la Liga Provincial de Huaura: 2009.
- Subcampeón de la Liga Distrital de Huacho: 2004, 2013, 2014.